# Lubis
Lubis est un nom de marga ou clan batak de Sumatra du Nord.
La personne la plus connue portant ce nom de marga est l'écrivain Mochtar Lubis.